# Andrés Cuenca Cejudo
Andrés Cuenca Cejudo (nascut l'11 de juny de 2007) és un futbolista professional andalús que juga com a central al del Barcelona Atlètic de Segona Federació.

## Carrera de club
Nascut a Adamuz, Província de Còrdova, Andalusia,  el 2019, Cuenca es va incorporar a l'acadèmia juvenil del Barcelona, equip de la primera divisió espanyola, on va ser considerat un dels jugadors més importants del club. L'1 d'octubre de 2024, Cuenca va debutar com a sènior amb el Barça en un partit de la Lliga de Campions de la UEFA contra el Young Boys suís, substituint Iñigo Martínez al minut 84.

## Carrera internacional
Cuenca va representar Espanya internacionalment a la Copa del Món sub-17 de la FIFA 2023. El 2024 va representar la selecció espanyola sub-17 al Campionat d'Europa sub-17 de 2023. Espanya va ser eliminada a la fase de grups, però Cuenca va jugar dos dels tres partits de la fase de grups.

## Estil de joc
Cuenca juga principalment com a defensa i ha estat descrit com un "defensa central esquerrà amb una sortida de pilota més que neta".

## Honours

### Espanya sub-19
- Subcampió de l'Eurocopa sub-19 de la UEFA: 2025[8]